# Survivor Series (2006)
Survivor Series 2006 a fost ce-a de-a douăzecea ediție a pay-per-view-ului anual Survivor Series organizat de World Wrestling Entertainment. A avut loc pe data de 26 noiembrie 2006 în arena Wachovia Center din Philadelphia, Pennsylvania.

## Rezultate
- Dark match: Carlito l-a învins pe Charlie Haas (05:00)
  - Carlito l-a numarat pe Haas dupa un "Back Cracker".
- Team WWE Legends (Ric Flair, Sgt. Slaughter, Dusty Rhodes & Ron Simmons) (însoțit de Arn Anderson) a învins Spirit Squad (Johnny, Kenny, Mikey și Nicky) într-un 4-on-4 Survivor Series elimination match (10:31)
  - Flair l-a eliminat pe Johnny cu un "Figure-Four Leglock" fiind unicul supraviețuitor.
- Chris Benoit l-a învins pe Chavo Guerrero păstrându-și centura WWE United States Championship (08:19)
  - Benoit l-a făcut pe Chavo să cedeze cu un "Crippler Crossface".
- Mickie James a învinso pe Lita câștigând centura WWE Women's Championship (08:18) 
  - Mickie a numărato pe Lita după un "Tornado DDT".
- Team DX (CM Punk, Jeff Hardy, Matt Hardy, Shawn Michaels și Triple H) a-u învins Team Rated-RKO (Edge, Johnny Nitro, Mike Knox, Gregory Helms și Randy Orton) într-un 5-on-5 Survivor Series elimination match (11:30)
  - Triple H l-a numărat pe Orton după un "Sweet Chin Music" a lui Michaels și un "Pedigree".
- Mr. Kennedy l-a învins pe The Undertaker într-un First Blood match (09:15)
  - Undertaker a început să sângereze după ce Montel Vontavious Porter l-a lovit cu un scaun.
- Team Cena (Bobby Lashley, Kane, John Cena, Rob Van Dam și Sabu) i-au învins pe Team Big Show (Big Show, Finlay, Montel Vontavious Porter, Test și Umaga) într-un 5-on-5 Survivor Series elimination match (12:35)
  - Cena l-a eliminat pe Show după un "Spear" a lui Lashley și un  "FU".
- Batista l-a învins pe Booker T (c) într-un Last Chance match câștigând centura World Heavyweight Championship (13:58)
  - Batista l-a numărat pe Booker după ce l-a lovit cu centura
  - Dacă Booker era descalificat sau pierdea prin count out, pierdea campionatul.